# Gemmatimonadaceae
Famille
Les Gemmatimonadaceae sont une famille de bacilles Gram négatifs de l'ordre des Gemmatimonadales. Son nom provient de Gemmatimonas qui est le genre type de cette famille.

## Taxonomie
Cette famille est proposée dès 2003 par H. Zhang et al. pour recevoir l'espèce Gemmatimonas aurantiaca isolée d'un bioréacteur traitant des eaux usées. Elle est validée la même année par une publication dans l'IJSEM. 
Depuis 2018, la famille s'agrandit avec la description du genre Roseisolibacter par J. Pascual et al. puis de deux autres genres dans les années 2020.

## Liste de genres
Selon la LPSN (3 mai 2025) :
- Gemmatimonas Zhang et al. 2003
- Gemmatirosa De Bruyn et al. 2023
- Pseudogemmatithrix Haufschild et al. 2024
- Roseisolibacter Pascual et al. 2018